# Duliche roseau
Espèce
Synonymes
- Cyperus arundinaceus L.[2]
- Cyperus ferrugineus L.[2]
- Cyperus spathaceus (L.) L.[2]
- Dulichium arundinaceum var. arundinaceum[2]
- Dulichium canadense Rich. ex Pers.[2]
- Dulichium spathaceum (L.) Rich. ex Pers.[2]
- Schoenus angustifolius Vahl[2]
- Schoenus spathaceus L.[2]
- Scirpus spathaceus (L.) Michx.[2]
- Scirpus tegetalis Burch.[2]
- Sparganium trifidum Poir.[2]

Statut de conservation UICN

 LC  : Préoccupation mineure
Le Duliche roseau, Dulichium arundinaceum, est une espèce de plantes de la famille des Cyperaceae et la seule espèce du genre Dulichium. C’est une plante aquatique semi-aquatique des lacs, des cours d'eau, étangs et des États-Unis et le Canada. Elle a une large distribution à travers les deux pays, bien qu'absent du Dakota et des Sud-Ouest des États-Unis,,,.
Le Duliche roseau a un système de rhizome épais et atteint des hauteurs approchant un mètre. Il rappelle l'apparence du bambou lorsque de nouvelles tiges dressées vert vif poussent dans de grands peuplements herbeux. Les tiges sont rondes à légèrement triangulaires en section transversale (mais pas aussi angulairement triangulaires que chez Cyperus ou Carex) et creuses. Les feuilles sont réparties sur trois rangs le long de la tige lorsqu'elles sont vues d'en haut, avec des gaines le long des tiges, et l'inflorescence se développe à partir de la base des feuilles. Les épillets sont généralement en forme de lance et mesurent un à trois centimètres à maturité,.
Deux variétés sont reconnues :
- Dulichium arundinaceum var. arundinaceum - la plupart de l'aire de répartition des espèces, y compris le Québec
- Dulichium arundinaceum var. boréale Lepage - Québec

## Liste des variétés
Selon Catalogue of Life (8 novembre 2020), World Checklist of Selected Plant Families (WCSP) (8 novembre 2020) et Tropicos (8 novembre 2020) :
- variété Dulichium arundinaceum var. arundinaceum
- variété Dulichium arundinaceum var. boreale Lepage, 1958